# Karbuczimachi
Karbuczimachi (ros. Карбучимахи) – wieś w Rosji, w Dagestanie, w rejonie dachadajewskim. W 2010 liczyła 274 mieszkańców, głównie Dargijczyków.